# Ed, Dals-Eds kommun
Se även Ed för flera betydelser.
Ed är en tätort i nordvästra Dalsland, belägen mellan sjöarna Stora Le och Lilla Le samt centralort i Dals-Eds kommun, Västra Götalands län.

## Historia
Ed är en turistort sedan 1900-talets början, med naturen, rekreation och friluftsliv som främsta dragkraft. En central byggnad är ”Karl XII-stugan”, som enligt traditionen tjänat som övernattningsställe åt krigarkonungen, men som byggdes ca 50 år efter dennes död. Att Karl XII passerat och övernattat i området är dock fastställt.
Ed var och är kyrkby i Dals-Eds socken och ingick efter kommunreformen 1862 i Dals-Eds landskommun. I denna inrättades för orten 8 april 1927 Eds municipalsamhälle som upplöstes 31 december 1957.

### Befolkningsutveckling
| Befolkningsutvecklingen i Ed 1960–2020 | Befolkningsutvecklingen i Ed 1960–2020 | Befolkningsutvecklingen i Ed 1960–2020 | Befolkningsutvecklingen i Ed 1960–2020 | Befolkningsutvecklingen i Ed 1960–2020 |
| -------------------------------------- | -------------------------------------- | -------------------------------------- | -------------------------------------- | -------------------------------------- |
|                                        |                                        |                                        |                                        |                                        |
| År                                     |                                        |                                        | Folkmängd                              | Areal (ha)                             |
| 1960                                   | 1960                                   |                                        | 1 335                                  |                                        |
| 1965                                   | 1965                                   |                                        | 1 615                                  |                                        |
| 1970                                   | 1970                                   |                                        | 2 390                                  |                                        |
| 1975                                   | 1975                                   |                                        | 2 932                                  |                                        |
| 1980                                   | 1980                                   |                                        | 2 927                                  |                                        |
| 1990                                   | 1990                                   |                                        | 3 130                                  | 374                                    |
| 1995                                   | 1995                                   |                                        | 3 044                                  | 378                                    |
| 2000                                   | 2000                                   |                                        | 3 014                                  | 382                                    |
| 2005                                   | 2005                                   |                                        | 2 942                                  | 383                                    |
| 2010                                   | 2010                                   |                                        | 2 932                                  | 382                                    |
| 2015                                   | 2015                                   |                                        | 2 994                                  | 350                                    |
| 2020                                   | 2020                                   |                                        | 3 009                                  | 363                                    |
|                                        |                                        |                                        |                                        |                                        |

## Samhället
Ed har ett gymnasium med bland annat turismledarutbildning, programmet har riksintag. Karlssons Varuhus är ett lågprisvaruhus, som har en av sina 13 butiker i Ed. Mitt inne i samhället ligger Eds naturreservat som även kallas Skansen.

### Bankväsende
En folkbank för Ed, Vedbo folkbank, grundades 1896 och bytte namn till Vedbo kreditbolag år 1904. Enskilda banken i Vänersborg etablerade sig i Ed under 1900-talets första decennium. År 1918 övertogs Vedbo kreditbolag av Vänersborgsbanken. Samma år startade Dalslands bank som hade kontor i Ed från dess start. I början av 1940-talet uppgick dessa banker i Svenska Handelsbanken respektive Skandinaviska banken. År 1948 köpte Handelsbanken även Göteborgs banks kontor i Dals-Högen (etablerat 1919) och lät det uppgå i dess Edkontor. År 1971 träffades en överenskommelse om att Skandinaviska banken skulle ta över Handelsbankens kontor på orten. Ed hade också sparbanks- och föreningsbankskontor som senare uppgick i Swedbank. Dalslands sparbank köpte Swedbanks kontor i Ed år 2009.
SEB lade ner kontoret år 2017. Dalslands sparbank har alltjämt kontor på orten.

## Kommunikationer
Genom samhället går järnvägen Norge/Vänerbanan och Ed är sista stationen innan gränsen på svenska sidan.  I övrigt går allmänna kommunikationer med buss, organiserade av Västtrafik.

## Ed i litteraturen
Ortens namn spelar en avgörande roll i romanen Den hedervärde mördaren av Jan Guillou.